# Window Maker
Window Maker（ウィンドウメーカー）は、Unix系オペレーティングシステムでアプリケーションソフトウェアの利用を視覚的に可能にする、X Window System用のフリーでオープンソースなウィンドウマネージャである。

## 概要
OpenStep互換環境であるNeXTSTEPのGUIを模倣する事を目指している。GNUプロジェクトに所属している。デスクトップに四角いアイコンをつなげて並べる、「ドック」と呼ばれる機能が特徴。クリップの形をしたアイコンがメインとなる。
Window Makerは、他のウィンドウマネージャやOSと比較してサイズが小さく、機能が簡素である。そのため、
- 余計な機能がなくて使いやすい
- 操作や仕組みの理解が容易で、カスタマイズが簡単で解り易い
- 動作が早くて軽い
- 古いマシンでも使える

などの利点がある。
WINGs Display Manager(WDM)や多くのdockappsなどのWINGsウィジェットを他のアプリケーションと共有して使用する。Window MakerのDock, Clipに統合されたアプレットは、AfterstepのWharfと互換性がある。

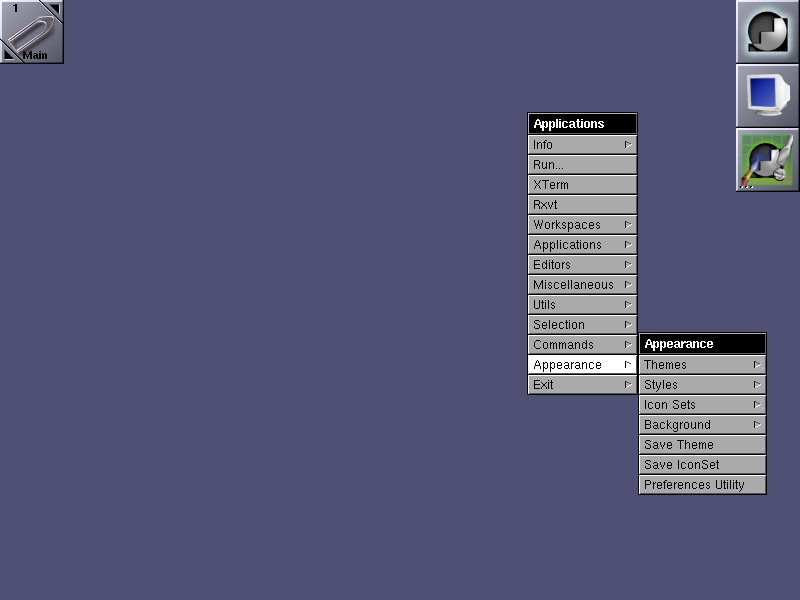
Window Maker 0.80.2
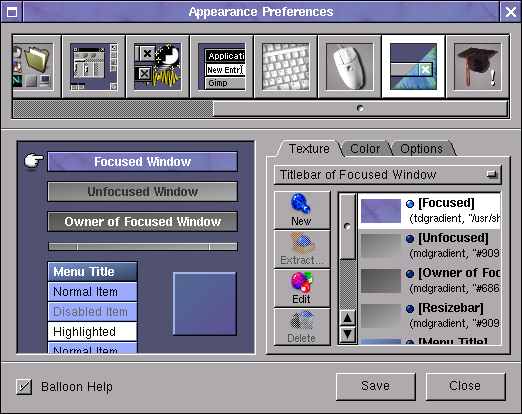
WPrefs graphical configuration tool
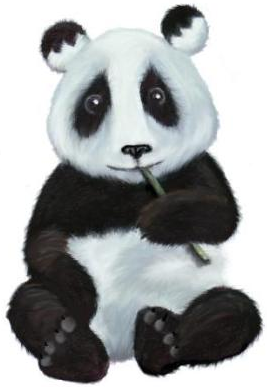
Amanda the Panda, mascot of Window Maker

## 歴史
Windows Makerは、元々、AfterStepを改良してGNUstepのデスクトップ環境とするために、ブラジルのプログラマー、アルフレッド・コジマ(Alfredo Kojima)によって開発された。
1990年代後半ごろでは、いくつかのディストリビューションで標準のウィンドウマネージャとして採用されていた（日本では、1990年代末の時点で代表的な日本産ディストリビューションであったVine Linuxで採用されていたのが有名）。
しかし2011年現在、Window Makerを標準で採用しているディストリビューションは少なくなっている。

## 利用
BSD系のほかUbuntuやDebian、OpenSUSEなどのメジャーなディストリビューションに後からインストールして使うこともできる。

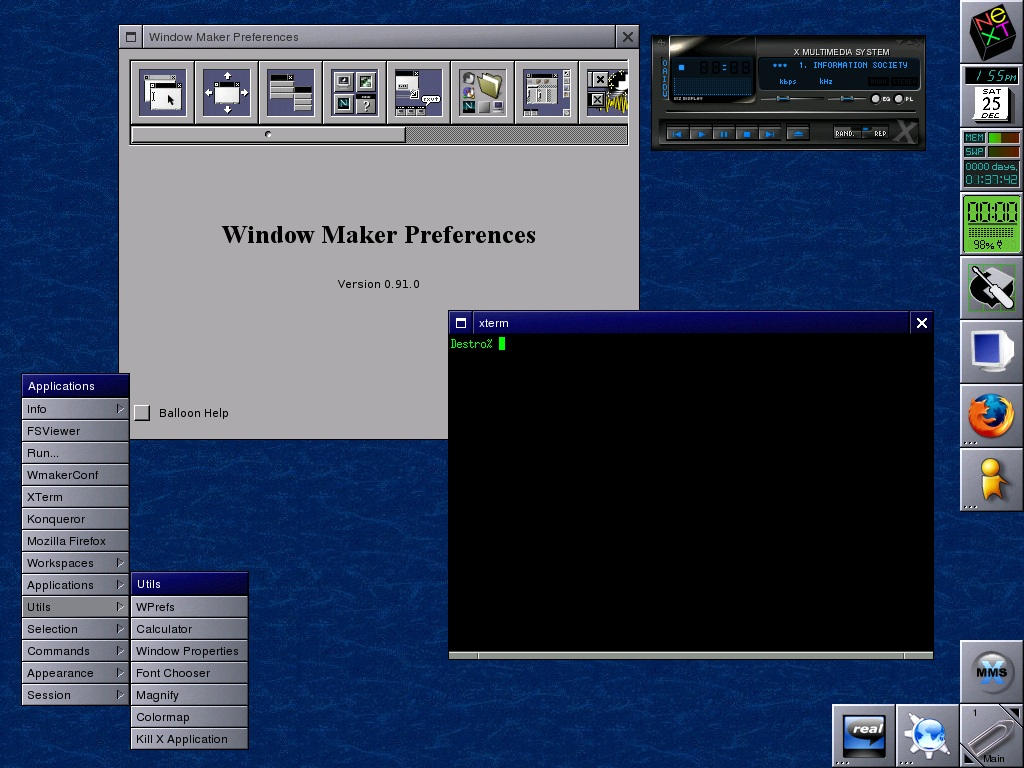
FreeBSD5.3上で動作するWindow Maker 0.91.0
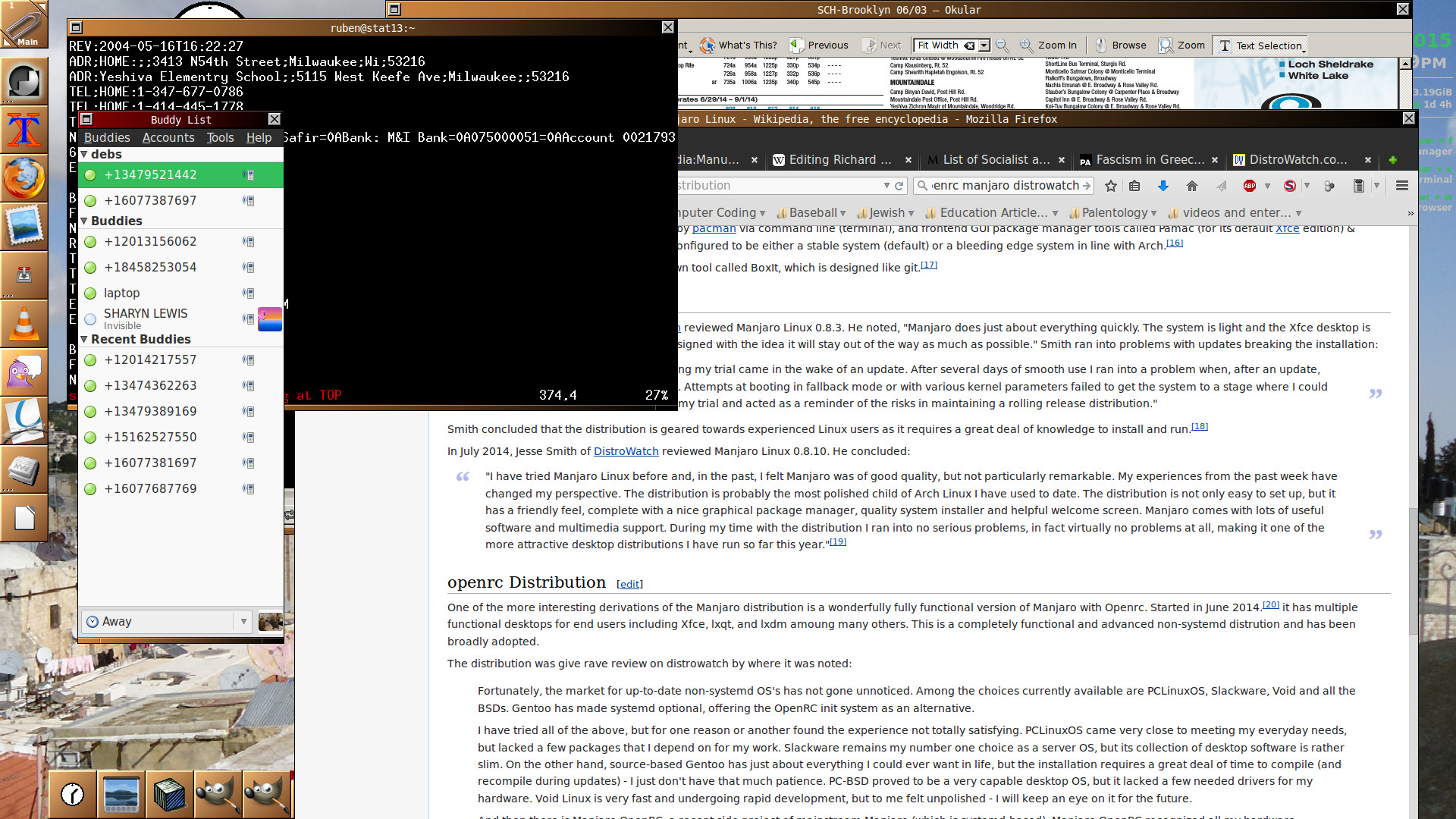
Manjaro OpenRC desktop with wmaker